# 二戸バイパス
二戸バイパス（にのへバイパス）は、国道4号のバイパス道路である。

## 概要
二戸市中心部の混雑緩和などを目的に建設され1981年12月に部分開通（岩手県道24号二戸九戸線との交点から終点まで）。翌1982年11月に全線が開通し、旧ルートは岩手県道274号二戸一戸線に認定されている。
路面はアスファルト舗装。一部区間では排水性舗装を施工。福岡跨線橋以北ではIGRいわて銀河鉄道いわて銀河鉄道線および東北新幹線と並行している。

### 路線データ
- 起点 : 岩手県二戸市石切所（一戸町との境界。盛岡方面のみ接続）
- 終点 : 岩手県二戸市米沢字長瀬（金田一バイパス起点、直通）

## 地理

### 交差する道路
- 岩手県道24号二戸九戸線（二戸市福岡字中曽根）
- 岩手県道・青森県道32号二戸田子線（二戸市米沢・米沢交差点）